# Таємниця Кара-Тау
«Таємниця Кара-Тау» (рос. «Тайна Кара-Тау») — радянський художній фільм-драма 1932 року, знятий режисером Олександром Дубровським на студії «Востоккіно».

## Сюжет
Начальник залізничної станції, розташованої в степах Казахстану, знаходить каучуконосну рослину. Незабаром сюди прибуває експедиційна група, очолювана професором Шахровим, який всіма правдами і неправдами наполегливо доводитиме відсутність каучуконосів у цих степах і готувати собі поїздку за кордон. Зрештою група викриє професора і змусить його зізнатися в укритті результатів її роботи.

## У ролях
- Володимир Гардін — професор Шахров
- Микола Кутузов — Кузнецов
- М. Тулупов — епізод
- Хакім Давлетбеков — Хакім
- Євгенія Пирялова — Женя Мальцева
- Борис Азаров — Зарецький
- Х. Тастахова — молода казашка
- Сергій Голубєв — телеграфіст
- Володимир Ромашков — епізод

## Знімальна група
- Режисер — Олександр Дубровський
- Сценаристи — Олександр Дубровський, Віра Інбер, Габріел Уреклян
- Оператор — Георгій Блюм
- Художник — Василь Комарденков